# Jair Tjon En Fa
Jaïr Tjon En Fa (Paramaribo, 19 ottobre 1993) è un pistard surinamese, specialista della velocità.

## Carriera
Ha iniziato a pedalare all'età di 13 anni nel 2007. Ha partecipato nel 2014 ai Giochi centramericani e caraibici di Veracruz dove ha vinto un bronzo nella velocità. Nel 2016 ha vinto una medaglia d'argento ai Campionati panamericani di Aguascalientes a cui si sono aggiunte, nel 2017, una medaglia d'oro ai Campionati caraibici, e un bronzo ai Campionati panamericani di Couva, sempre nella velocità. Ha inoltre preso parte a differenti edizioni dei Campionati del mondo a partire dal 2013, e ai Giochi olimpici di Tokyo 2020.

## Palmarès
- 2016

US Sprint Grand Prix, Velocità (Trexlertown)
Milton International Challenge, Velocità (Milton)
Milton International Challenge, Keirin (Milton)
- 2017

US Sprint Grand Prix, Velocità (Trexlertown)
Festival of Speed, Velocità (Trexlertown)
- 2018

US Sprint Grand Prix, Velocità (Trexlertown)
- 2021

Bahnen Tournee Singen, Velocità (Singen)

## Piazzamenti

### Competizioni mondiali
- Campionati del mondo

Minsk 2013 - Velocità: 40º
Londra 2016 - Velocità: 23º
Hong Kong 2017 - Velocità: 16º
Apeldoorn 2018 - Velocità: 31º
Pruszków 2019 - Velocità: 17º
Berlino 2020 - Velocità: 16º
Roubaix 2021 - Keirin: 11º
Roubaix 2021 - Velocità: 9º
St. Quentin-en-Yvelines 2022 - Keirin: 16º
St. Quentin-en-Yvelines 2022 - Velocità: 8º
- Giochi olimpici

Tokyo 2020 - Velocità: 13º
Tokyo 2020 - Keirin: 4º

### Competizioni continentali
- Campionati panamericani

Aguascalientes 2014 - Velocità: 8º
Aguascalientes 2016 - Velocità: 2º
Couva 2017 - Velocità: 3º
Aguascalientes 2018 - Velocità: 4º
Aguascalientes 2018 - Keirin: 7º
Cochabamba 2019 - Velocità: 2º
Lima 2022 - Keirin: 4º
Lima 2022 - Velocità: 2º
- Giochi panamericani

Toronto 2015 - Velocità: 9º
Toronto 2015 - Keirin: 6º
Lima 2019 - Velocità: 6º
Lima 2019 - Keirin: 5º